# Santuario de la Divina Misericordia (Cracovia)
El Santuario de la Divina Misericordia de Cracovia (en polaco: Sanktuarium Bożego Miłosierdzia) es un santuario católico que se encuentra en Cracovia, al sur de Polonia. Pertenece a la arquidiócesis de Cracovia.

## Historia del convento
El convento de la Congregación de las Hermanas de la Madre de Dios de la Misericordia de Cracovia-Łagiewniki tiene su origen en la fundación del príncipe Aleksander Lubomirski que dejó al cardenal Albin Dunajewski un cuantioso legado para fines benéficos. En 1889, de ese fondo fueron compradas más de diez hectáreas de tierra en Łagiewniki cerca de Cracovia y después construido un centro educativo para muchachas marginadas, la capilla y el convento de la Congregación de la Madre de Dios de la Misericordia.
Todo el terreno fue vallado y se le puso el nombre de Józefów en honor a San José, porque, según las hermanas, gracias a la intercesión de este santo, recibieron los fondos necesarios para llevar a cabo su actividad apostólica.
El 20 de agosto de 1891 el cardenal Albin Dunajewski bendijo la capilla bajo la advocación de San José y el ala mayor del edificio destinado a la Casa de Caridad para muchachas y mujeres que deseaban un profundo cambio moral. Las hermanas llevaban a cabo en ella el trabajo educativo que desde un principio se basaba en respetar la dignidad humana, cultivar los valores cristianos y, ante todo, despertar la confianza en Dios rico en misericordia. Preparaban también para el trabajo profesional y una vida independiente y digna en la sociedad.
El trabajo tenía un importante papel en el proceso educativo siendo, a la vez, una fuente de mantenimiento de las hermanas y las muchachas. En la Casa de Caridad de Łagiewniki había un taller de bordado, tejidos encuadernación, una lavandería. Las hermanas enseñaban faenas hortícolas y las del campo. Gracias a esto las antiguas magdalenas volvían a una vida digna entre la sociedad.
El trabajo educativo en forma de una asistencia completa que se prestaba a muchachas y mujeres que deseaban una profunda renovación moral fue desarrollado desde la fundación del convento hasta 1962 cuando las autoridades estatales le quitaron a la Congregación el centro educativo y una gran parte del terreno, dejándole apenas un ala de las edificaciones del convento, la capilla, una parte del jardín y el cementerio.
Unos años después (en 1969) las hermanas inauguraron en el convento un centro de ayuda para la juventud no adaptada a la sociedad, que funcionó hasta 1991.
En 1989 las autoridades estatales devolvieron a la Congregación el centro educativo para jóvenes y cuenta con un internado y tres escuelas secundarias: un liceo y dos escuelas profesionales para muchachas entre 15 y 18 años que estudian allí para peluqueras y cocineras y que necesitan ayuda y cambio moral.
Desde 1893, o sea desde casi el primer momento de su fundación, el convento de Cracovia- Łagiewniki alberga el noviciado de la Congregación que, sin contar un breve intervalo, existe hasta ahora. Es aquí donde durante dos años de formación, las nuevas generaciones de hermanas se preparan para la vida consagrada y para llevar a cabo su actividad apostólica.

## La Congregación de las Hermanas de la Madre de Dios de la Misericordia
La historia de la Congregación tiene sus raíces en las comunidades religiosas francesas que se fundaban en el siglo XIX para ayudar a mujeres marginadas. La madre Teresa Eva de los príncipes Sulkowski Potoka, tomando las constituciones y los métodos de trabajo apostólico de la Madre Teresa Rondeau de Laval, el 1 de noviembre de 1862, fundó en Varsovia la primera Casa de Caridad polaca. Ese día es considerado como la fecha de fundación de la Congregación de las Hermanas de la Madre de Dios de la Misericordia en Polonia.
La Madre Teresa Rondeau tiene el título de su cofundadora y la Santa Sor Faustina el de la cofundadora espiritual.
Las Casas de Caridad, o sea los centros de actividad apostólica de la Congregación, agrupaban a muchachas y mujeres que deseaban, voluntariamente, un profundo cambio moral. Un ambiente familiar, el aislamiento del mundo, cierto anonimato y discreción, la oración y el trabajo traían los efectos esperados. Varias centenas de muchachas y mujeres empezaron una vida nueva con el sentido de la dignidad personal, con el respeto para sí mismas y para los demás, convencidas del valor y el sentido de la vida humana y su definitivo.
En el período de la I y II guerra mundial, entre las alumnas había cada vez más muchachas jóvenes para las cuales las hermanas empezaron a organizar poco a poco el sistema escolar. Y así las Casas de Caridad, lugar de trabajo y oración, se transformaron en centros educativos con un programa de enseñanza primaria y secundaria profesional siempre para mujeres.
Las jóvenes venían a los centros dirigidas por la inspección de enseñanza, el tribunal de menores y por personas privadas. Esta forma de la actividad apostólica fue llevada a cabo prácticamente hasta 1962, pero ya antes las autoridades estatales habían empezado a apoderarse de los centros de la Congregación. Las casas que no les fueron quitadas, la Congregación las transformó en los centros de Caritas, dedicados a niños con deficiencias mentales y psicofísicas, así como a mujeres enfermas. Con las personas que deseaban un cambio moral trabajaban las hermanas en las casas de madres solteras y centros de estancia diurna.
El 1 de septiembre de 1989 le fue devuelto a la Congregación el Centro Educativo para Jóvenes en Cracovia y de este modo la Congregación de las Hermanas de la Madre de Dios de la Misericordia pudo reanudar la actividad apostólica de acuerdo con su carisma, en forma de asistencia completa prestada a personas que necesitan un profundo cambio moral.
La misión de Sor Faustina ha aportado nuevas formas a la realización del carisma de la Congregación que consiste en cooperar con la misericordia de Dios en la obra de salvar las almas perdidas, a través de la palabra, proclamando el mensaje de la Divina Misericordia y mediante la oración para alcanzar la misericordia para el mundo pecador. De este modo la actividad apostólica de la Congregación ha abarcado también a las personas que viven en el mundo y que necesitan un cambio moral. Además Sor Faustina incluye a la actividad carismática de la Congregación a sacerdotes, personas consagradas y laicos que se comprometen a realizar su misión, dentro de la Asociación de Apóstoles de la Divina Misericordia "Faustinum".

## La fundación del Santuario de la Divina Misericordia
El 7 de junio de 1977, el Papa Juan Pablo II visitó el conjunto de edificios del convento de la Congregación de las Hermanas de la Madre de Dios de la Misericordia en Cracovia, cerrado para las personas de fuera hasta la II guerra mundial, sirvió solamente a las hermanas y sus alumnas. Hoy en día se encuentra allí el santuario de la Divina Misericordia con la conocida imagen milagrosa de Jesús Misericordioso y las reliquias de la Santa María Faustina Kowalska. A este lugar llegan numerosas peregrinaciones de muchos países del mundo. Es el lugar donde se propaga el mensaje de la Misericordia, ora por la misericordia de Dios para el mundo, practica misericordia a las personas que necesitan ayuda moral y también es el lugar de formación de lo apóstoles de la Divina Misericordia.
Esos deberes crearon la urgente necesidad de construir una basílica con una función pastoral y una base social para los peregrinos y apóstoles de la Divina Misericordia (una casa para ejercicios espirituales, la casa del peregrino, aparcamientos, etc.). Para responder a estas necesidades el metropolitano de Cracovia, cardenal Franciszek Macharski, decretó el 29 de junio de 1996 la creación de la Fundación del Santuario de la Divina Misericordia que a partir de enero de 1997 va acumulando fondos para este fin y dirige labores relacionadas con la construcción. El consejo de la Fundación fue encabezada por el obispo Kazimierz Nycz y el consejo directivo por el padre Marian Rapacz.
El profesor Witold Ceckiewicz de la Escuela Politécnica de Cracovia es el autor del proyecto de la basílica y de otras edificaciones. El 7 de junio de 1997 la maqueta del desarrollo del santuario fue presentada al Papa Juan Pablo II quien puso en ella su firma y bendijo a todas las personas que se comprometan a esta gran obra que la Fundación del Santuario está llevando a cabo.
Desde aquel momento todos los días las hermanas de la Congregación de la Madre de Dios de la Misericordia junto con los peregrinos, oran por las personas que de cualquier forma llegan a respaldar el desarrollo del santuario de la Divina Misericordia, y la santa misa de cada tercer viernes del mes es celebrada por los donantes a las 5 de la tarde.